# براندان كروكر
براندان كروكر (بالإنجليزية: Brendan Croker)‏ هو عازف قيثارة ومغني بريطاني، ولد في 15 أغسطس 1953 في برادفورد في المملكة المتحدة.

## وصلات خارجية
- الموقع الرسمي
- براندان كروكر على موقع IMDb (الإنجليزية)
- براندان كروكر على موقع ميوزك برينز (الإنجليزية)
- براندان كروكر على موقع أول ميوزيك (الإنجليزية)
- براندان كروكر على موقع ديسكوغز (الإنجليزية)